# Caldas, Antioquia
Caldas là một khu tự quản thuộc tỉnh Antioquia, Colombia. Thủ phủ của khu tự quản Caldas đóng tại Caldas Khu tự quản Caldas có diện tích 146 ki lô mét vuông. Đến thời điểm ngày 28 tháng 5 năm 2005, khu tự quản Caldas có dân số 51240 người.